# 加藤将之
加藤 将之（かとう まさゆき、1972年9月23日 - ）は、日本の男性声優。東京都出身、千葉県野田市育ち。賢プロダクション所属。

## 略歴
東京都出身だが、育ちは千葉県野田市。
高校進学くらいまでは、職業としての声優があることは無知だったという。アニメ、映画は好きだったが、子供の頃から見ていたことから、「声が付いているのは当たり前だ」と思っていたという。高校3年生の時、映画『アンタッチャブル』のリメイク版をテレビで観て、職業としての声優があることを知り、「すごいな、おもしろいな」と興味を持つようになったという。
大学卒業後ホームセンターに勤めていたが、アフリカのサハラマラソンに出場するために休業。大会終了後20代後半に入り自分が本当に出来ることを見つめ、声優を志す。
会社を休業した後、「声優になりたい」と両親に伝えた時も、猛反対されていた。その時は「せいゆう？　スーパーの西友か」と言われて、「いやその西友じゃなくて……」と返したりしていた。理解してくれることすら難しく、「経済的な援助もしないし、一年ごとに何らかの成果を示さなければ認めない」と言い渡されていた。
すでに20代後半になり「自分としても崖っぷちにいるつもりでやらねば」という気持ちはあり、そこで1997年、東京アナウンスアカデミー（現：東京アナウンス・声優アカデミー）に入学。1999年、東映動画研究所日曜クラスに入所、2000年、江崎プロダクション養成所に入所。
2002年からマウスプロモーションに所属して声優としての活動を始める。
声優業を開始した当初については、自信はあるつもりであった。しかしマイクの前に立ったところ、全然ダメで、セリフを間違わずに発することはできても、それ以外のことが何もできず、「これじゃ何もかも足りない」と思い知らされていた。その時は、声で表現するということが、まるっきりできず、演じるということを意識しておらず、演技が何なのか無知ままきてしまったわけであった。「こうやって演じたい、こういう表現をしたいんだ」というが、自分の中になく仕事が月に1本くらいしかなく、アルバイトばかりしていた時期が続いていた。「意気込んで声優になったというのに、いったい何やってるんだろう」と思い悩み、事務所の同期と比べ、出遅れている感があったという。その時は、色々な本を読み、映画を観て、地道にボイストレーニングをして声を作りながら、与えられた役だけでなく、自分以外の役もそのつどしっかり考えて、捉えようとすることを繰り返して自分で勉強していた。「先輩方の演技から吸収できるところはないか」と必死に観察もしていたという。
その後、賢プロダクションに所属。
2014年12月26日、自身のブログで入籍したことを報告。2022年5月27日には第一子が誕生したことを報告した。

## 人物
アニメ、外画などで活躍している。低めの青年声をしている。
特技はマラソン。趣味は陸上競技・自転車競技観戦。

## 出演
太字はメインキャラクター。

### テレビアニメ
2002年
- 攻殻機動隊 STAND ALONE COMPLEX（暴力団員）
- ヒートガイジェイ（ディーラー）
- ルパン三世 EPISODE:0 ファーストコンタクト

2003年
- TEXHNOLYZE（男C）
- なるたる（釣り人A）
- NARUTO -ナルト-（2003年 - 2006年、中忍 / 門番、砂隠れの忍、音忍、砂の里の住人、かぐや一族、文殊）

2004年
- R.O.D -THE TV-（放送）
- アガサ・クリスティーの名探偵ポワロとマープル（ダブンハイム 他）
- アクアキッズ（モーリー）
- 今日からマ王!（町民 他）
- げんしけん（オタク）
- ごくせん（生徒）
- 金色のガッシュベル!!（ゲルハルト）
- 最遊記RELOAD GUNLOCK（妖怪、店員）
- 砂ぼうず（2004年 - 2005年、部下たち、男）
- To Heart 〜Remember my Memories〜（駅アナウンス）
- 無人惑星サヴァイヴ（作業員2）
- 焼きたて!!ジャぱん（観客 他）
- ルパン三世 盗まれたルパン 〜コピーキャットは真夏の蝶〜

2005年
- ガラスの仮面（戸田助監督）
- かりん（面接官）
- ガンパレード・オーケストラ（医師）
- ギャラリーフェイク（医師）
- CLUSTER EDGE（クラスター生徒 他）
- 極上生徒会（黒服 他）
- 地獄少女（2005年 - 2006年、たけし、情報屋）
- 好きなものは好きだからしょうがない!!（不良）
- スターシップ・オペレーターズ（桐生タカイ）
- ゾイドジェネシス（門番）
- ファンタジックチルドレン（ジム）
- ふしぎ星の☆ふたご姫（2005年 - 2006年、セリアスの父 / ランダ）
- プレイボール（君島）
- マシュマロ通信（ガードマン）
- 魔豆奇伝パンダリアン（ヒース）
- MÄR-メルヘヴン-（男子生徒 他）
- ロックマンエグゼStream（スタッフC）

2006年
- うたわれるもの（ヤァプ、イコル、デリホウライ 他）
- 学園ヘヴン BOY'S LOVE HYPER!（渡辺 他）
- かしまし 〜ガール・ミーツ・ガール〜（ナンパ男）
- ガラスの艦隊（カーズ 他）
- くじびき♥アンバランス（朝霧大輝）
- ゼーガペイン（ウシオ、アビス）
- タクティカルロア（オペレーター 他）
- 武装錬金（2006年 - 2007年、先生、レポーター）
- REC（ゲームディレクター）

2007年
- アイドルマスター XENOGLOSSIA（MSA兵）
- CLANNAD-クラナド-（男子生徒）
- スカルマン（神崎芳生）
- 逮捕しちゃうぞ フルスロットル（AD）
- ヒロイック・エイジ（カルキノス・ルーカン）

2008年
- シゴフミ（マトマ）
- 絶対可憐チルドレン（ムト）
- TYTANIA -タイタニア-（マリシャル、カイル大尉、社長、副官）
- はっけん たいけん だいすき! しまじろう
- 北斗の拳 ラオウ外伝 天の覇王（ガイヤ）
- ONE OUTS -ワンナウツ-（片平、岡部）

2009年
- グイン・サーガ（ロルカ）
- ケロロ軍曹（生徒）
- ゴルゴ13（キング）
- しゅごキャラ!!どきっ（相馬海童）
- 真マジンガー 衝撃!Z編 on television（安、隊長）
- 大正野球娘。（岩崎荘介）
- ティアーズ・トゥ・ティアラ（ブブルクス）
- ドルアーガの塔 〜the Sword of URUK〜（イグラ）
- はじめの一歩 New Challenger（客、OPBFレフェリー）
- ハヤテのごとく!!（不良子供A）
- Phantom 〜Requiem for the Phantom〜（バーカー）
- WHITE ALBUM（ギター〈バンドマン〉）
- ミチコとハッチン
- よくわかる現代魔法（ジャンジャック・ギバルテス）

2010年
- SDガンダム三国伝 Brave Battle Warriors（張飛ガンダム）
- 侵略!イカ娘（幽霊1）
- 聖痕のクェイサー（2010年 - 2011年、フール） - 2シリーズ
- 閃光のナイトレイド（名倉栞）
- ダンス イン ザ ヴァンパイアバンド（窪田、男子B）
- デュラララ!!（吉田）

2011年
- THE IDOLM@STER（記者）
- カードファイト!! ヴァンガード（2011年 - 2019年、ミサキの父） - 3シリーズ
- GOSICK -ゴシック-（医師）
- 灼眼のシャナIII-FINAL-（“冀求の金掌”マモン）
- ダンタリアンの書架（ハル・カムホート）
- デッドマン・ワンダーランド（千地清正）
- NARUTO -ナルト- 疾風伝（2011年 - 2016年、志村ダンゾウ〈少年時代〉、大筒木ハゴロモ〈青年時代〉）
- BLOOD-C（巡査）

2012年
- 宇宙兄弟（2012年 - 2014年、真壁ケンジ）
- ジョジョの奇妙な冒険（スティクス神父）
- ソードアート・オンライン（2012年 - 2014年、シュミット） - 2シリーズ

2013年
- 俺の妹がこんなに可愛いわけがない。（真田信也）
- サムライフラメンコ（戸塚、室長）
- THE UNLIMITED 兵部京介（シスレー）
- 新世界より（倉持）
- 団地ともお（青葉広）
- ちはやふる シリーズ（2013年 - 2020年、城山浩希、パク・キョンソ） - 2シリーズ
- ポケットモンスター ベストウイッシュ シーズン2 デコロラアドベンチャー（パーカー）

2014年
- 神々の悪戯（結衣の父）
- 銀の匙 Silver Spoon（獣医）
- そにアニ -SUPER SONICO THE ANIMATION-（ヤス、司会）
- パックワールド（スペクター）
- ブレイドアンドソウル（ギル）
- 魔法科高校の劣等生（司甲）
- ログ・ホライズン2（カズ彦）

2015年
- オーバーロード（2015年 - 2022年、デミウルゴス / ヤルダバオト、パイポ） - 4シリーズ
- 学戦都市アスタリスク（モーリッツ・ネスラー）
- すべてがFになる THE PERFECT INSIDER（芝池刑事）
- トリアージX（小川真）
- 放課後のプレアデス（すばるの父）
- まじっく快斗1412（ポール）
- 乱歩奇譚 Game of Laplace（担任教師）

2016年
- アクティヴレイド -機動強襲室第八係- 2nd（内田のアニキ）
- カミワザ・ワンダ（2016年 - 2017年、ユートの父、トンカミン、シャリミン、バッター、おじさん、起動隊員、メモリミン）
- 食戟のソーマ シリーズ（2016年 - 2020年、早乙女星周、審査員A） - 3シリーズ

2017年
- CHAOS;CHILD（和久井修一）
- ゼロから始める魔法の書（ホルデム）
- 境界のRINNE（仮家父）
- “栄光なき天才たち”からの物語（魚屋）
- サクラクエスト（雨宮幸也）
- 異世界食堂（バルログ）
- 遊☆戯☆王VRAINS（北村）
- クレヨンしんちゃん（銀ぶりぶりざえもん）
- 妖怪アパートの幽雅な日常（三浦先生、織田信長）
- フューチャーカード バディファイトX（大惡寺ロン）

2018年
- 銀魂.（蒼達）
- グランクレスト戦記（クルート・ギャラス）
- 剣王朝（陳墨離）
- 多田くんは恋をしない（多田淳一郎）
- ガンダムビルドダイバーズ（イドラ）
- 名探偵コナン（2018年 - 2024年、段野邦典、警官）
- ゾイドワイルド（マカロニ）
- うちのメイドがウザすぎる!（高梨康弘）

2019年
- 異世界かるてっと（2019年 - 2020年、デミウルゴス） - 2シリーズ

2020年
- pet（陳勝傑）
- ゾイドワイルド ZERO（高官）
- ノー・ガンズ・ライフ（アヴィ・コーボ）
- フルーツバスケット（依鈴の父）
- くまクマ熊ベアー（ズン）

2021年
- 無職転生 〜異世界行ったら本気だす〜（ロックス）
- Vivy -Fluorite Eye's Song-（相川ヨウイチ）
- 不滅のあなたへ（マーチ父）
- シャドーハウス
- 魔法科高校の優等生（司甲）
- トロピカル〜ジュ!プリキュア（滝沢晴瑠也）
- 境界戦機（2021年 - 2022年、チャーリー・オーレイ） - 2シリーズ

2022年
- 魔法使い黎明期（ホルデム）

2023年
- 魔法少女マジカルデストロイヤーズ（オールドオタクB）
- デッドマウント・デスプレイ（偽火吹き蟲、屍神殿の父、火吹き蟲） - 2シリーズ
- ゴールデンカムイ（杉元の父）
- 実は俺、最強でした?（ゴルド・ゼンフィス）
- オーバーテイク!（笑生教典）

2024年
- め組の大吾 救国のオレンジ（父）
- スナックバス江（フード）
- キン肉マン 完璧超人始祖編（ベンキマン、チエの輪マン）
- ソードアート・オンライン オルタナティブ ガンゲイル・オンラインII（ドク）

2025年
- サイレント・ウィッチ 沈黙の魔女の隠しごと（魔術師）
- 盾の勇者の成り上がり Season 4（イーサン）

### 劇場アニメ
2000年代
- キノの旅 何かをするために -life goes on.-（2005年、衛兵B）
- 劇場版 NARUTO -ナルト- 大激突!幻の地底遺跡だってばよ（2005年、砂の忍）
- 劇場版 NARUTO -ナルト- 大興奮!みかづき島のアニマル騒動だってばよ（2006年、近衛兵）
- キノの旅 -the Beautiful World- 病気の国 -For You-（2007年、衛兵B）

2010年代
- 超電影版SDガンダム三国伝 〜Brave Battle Warriors〜（2010年、張飛ガンダム）
- サカサマのパテマ（2013年、ラゴス）
- ゼーガペインADP（2016年、ウシオ）

2020年代
- 劇場版 異世界かるてっと 〜あなざーわーるど〜（2022年、デミウルゴス）
- BLUE GIANT（2023年、五十貝）
- ゼーガペインSTA（2024年、アビス）
- 劇場版 オーバーロード 聖王国編（2024年、デミウルゴス）

### OVA
- おジャ魔女どれみナ・イ・ショ（2004年、学生役の俳優）
- くじびきアンバランス（2004年、小川 他）
- トランスフォーマー ロボットマスターズ（2004年、ギガントボム、ライオコンボイ）
- 最終兵器彼女 Another love song（2005年、兵士B）
- 星界の戦旗III（2005年、ロイリュア）
- トップをねらえ2!（2005年、オペレータA）
- 魔女っ娘つくねちゃん（2005年、番長 他）
- 聖闘士星矢 THE LOST CANVAS 冥王神話（2009年、フレギアス）
- となりの怪物くん（2013年、安藤）

### Webアニメ
- 亡念のザムド（2008年、ASP副隊長）
- ファイトリーグ ギア・ガジェット・ジェネレーターズ（2019年、ゴルドブラッド[43]）
- ケンガンアシュラ（2019年 - 2023年、瓜田数寄造[44]） - 3シリーズ[一覧 10]
- 転生したらスライムだった件 コリウスの夢（2023年、グスタフ[45]）

### ゲーム
2001年
- センチメンタルグラフティ〜約束（大人1、優の父親）

2002年
- 鬼武者2
- 侍（井ノ頭茂吉）

2003年
- 侍道2（保野暮衛門）

2004年
- 3年B組金八先生 伝説の教壇に立て!（黒部哲郎）
- ToHeart2

2005年
- 新天魔界ジェネレーションオブカオスⅤ（シュタイナー）
- 戦国BASARA（兵士）
- 風雲 幕末伝（宮本宗助）

2006年
- イーディス メモリーズ 〜新天魔界 GOCV〜（シュタイナー）
- うたわれるもの 散りゆく者への子守唄（ヤァプ、デリホウライ）
- カオスウォーズ（ライゲン、ゼロス）
- 神業 -KAMIWAZA-（黄武士、薬王、同心1）
- DEKARON（アズール・ナイト）
- 天地の門2 武双伝（ギキョウ・アルタイ）
- ブレイジングソウルズ（ゼロス）

2007年
- アガレスト戦記（ウィンフィールド）
- アブソリュート ブレイジング インフィニティ（ゼロス）
- 忌火起草（三上亮平）
- のだめカンタービレ（季雲龍）
- ミストオブカオス（フレデリック・ハイザー）
- Routes PE、Routes POTABLE（福原庄蔵）

2008年
- カヌチ 白き翼の章（ウキツ・ワタセ）
- クロスエッジ（ラザラス、ゼロス）
- 侍道3（藤森兵、野武士、村人、町人）
- タツノコ VS. CAPCOM CROSS GENERATION OF HEROES（イッパツマン〈豪速九〉、システムメッセージ）
- ティアーズ・トゥ・ティアラ 花冠の大地（ブブルクス）
- 12RIVEN -the Ψcliminal of integral-
- Fallout3（スリードッグ）

2009年
- アークライズファンタジア（ハーデル）
- アガレスト戦記ZERO（ユージェン）
- 風色サーフ（フランツ・ローナー）
- カヌチ 黒き翼の章（ウキツ・ワタセ）
- 雀龍門（熱血勝負師）
- ルミナスアーク3 アイズ（アーノギア、サルモン王）

2010年
- アガレスト戦記2（ジェイナス）
- SDガンダム三国伝 BraveBattleWarriors 真三璃紗大戦（張飛ガンダム）
- カヌチ 二つの翼（ウキツ・ワタセ）
- ガンダムアサルトサヴァイブ（カスタムパイロットボイス）
- ブレイズ・ユニオン（ソルティエ）

2011年
- 遙かなる時空の中で5（マコト）
- ファイナルファンタジー零式

2012年
- ジェネレーション オブ カオス6（ウィルドモア）
- マジてん 〜マジで天使を作ってみた〜（兵藤武臣）
- 倭人異聞録 〜あさき、ゆめみし〜（御槌）
- ガールズRPG シンデレライフ（けいと、エクスカリバー店長、ダン田中）

2013年
- ガンダムブレイカー（ガンプラバトル開発リーダー）
- スーパーロボット大戦UX（張飛ガンダム）

2014年
- CHAOS;CHILD（和久井修一）
- 私のホストちゃんS（九鬼宗一朗）

2015年
- I DOLL U（神楽ミツケ）
- 忍び、恋うつつ -雪月花恋絵巻-

2016年
- Shadowverse（アセンティックナイト、セージコマンダー、クラフトウォーロック、アンデッドキング、光輝ドラゴン）
- ストリートファイターV（ユリアン）

2017年
- マヨナカ・ガラン（大臼寿安）

2019年
- MASS FOR THE DEAD（デミウルゴス）

2020年
- 遙かなる時空の中で7（真田信幸）
- 明治活劇 ハイカラ流星組 -成敗しませう、世直し稼業-（河島常良）
- CLEARWORLD -クリアワールド-（帳アリレザ）
- ヴァルキリーコネクト（デミウルゴス）

2021年
- 異世界かるてっと 〜激突! ぱずるすくーる〜（デミウルゴス）
- サンクタス戦記-GYEE-（セバスティアン）

2022年
- 機動戦士ガンダム U.C. ENGAGE（アシュレイ・ホーン）
- スーパーロボット大戦DD（2022年 - 2023年、アビス）
- Trek to Yomi（ヒロキ）
- 北斗の拳 LEGEND ReVIVE（風魔小太郎）

2023年
- 共闘ことばRPG コトダマン（デミウルゴス）

### ドラマCD
- Apocripha/0 PASSION FLOWER（天使）
- うたわれるものオリジナルドラマ 〜トゥスクルの財宝〜（デリホウライ）
- 美しいこと（ウエイター・男）
- 英国妖異譚2 嘆きの肖像画（リチャード・エリオット）
- オーバーロード3  鮮血の戦乙女【単行本第3巻対象書店購入特典 オーディオドラマ】（デミウルゴス）
  - オーバーロード4 蜥蜴人の勇者たち【ドラマCD付特装版『封印の魔樹』】 （デミウルゴス）
  - オーバーロード6（漫画版）【ドラマCD付特装版『ショー・マスト・ゴー・オン』】 （デミウルゴス）
- ガラスの艦隊 特別編（カーズ）
- 宮廷神官物語（護衛官）
- コルセーアⅤ 〜記憶の鼓動〜（ロラン）
- シナプスの柩（沢井主任）
- 少年☆周波数 〜王様の棋譜 第二章「対局」（小園）
  - 少年☆周波数〜王様の棋譜 第三章「駒鳴」（長束）
- 少年花嫁シリーズ 2・3・4・5（戸隠）
- スウィートデリバリーボーイ（槙野陽平）
- 是 −ZE− 3（盛山の父）
- SNOW〜スノー〜第3巻 LEGENDストーリー
- エイジ特製コレクションCD Vol.6 ゼロイン Piece3:JAMMING（警官）
- 挑発トラップ（冬弥の父親）
- 溺愛スウィートホーム（櫻本尚嗣）
- とろけて開いて（獄本龍之介）
- 天使×密造（リポーター）
- にいちゃん（景）
- 花は咲くか（水川蓉介）
- 遙かなる時空の中で5 夜明け前 弐（マコト）
- BE×BOY CDコレクション SEX PISTOLS 1（ノリ夫の友達）
- 武装錬金（ホムンクルス浜崎）
- マイファニーバレンタイン チロル（テレビアナウンサー）
- ラブホリック 〜恋愛処方箋〜（桑原）

### デジタルコミック
- VOMIC
  - スティール・ボール・ラン（ディエゴ・ブランドー[59]）
  - 現代都市妖鬼考 霊媒師いずな 〜the spiritual medium〜（ナレーション）
  - トリコ（ナレーター）
- それでは先生、お願いします。（2022年、赤瀬川伊織）[60]

### 吹き替え

#### 映画
- 普通の人々（ビューレン）
- ワンス・アポン・ア・タイム・イン・チャイナ/天地発狂

2000年
- イズント・シー・グレート

2002年
- ワンダフル・ドッグ ともだちはレトリバー（フレッド）

2003年
- デブラ・ウィンガーを探して（ポール）
- マグダレンの祈り

2004年
- エイリアンVSプレデター
- サンダーバード 劇場版 ※DVD版
- ヒロイック・デュオ 英雄捜査線
- ファントムフォース

2005年
- アイス・プリンセス
- 青い棘（ハンス〈トゥーレ・リントハート〉）
- キング・コング
- コラテラル・ダメージ ※フジテレビ版
- スター・ウォーズ エピソード3/シスの復讐
- ファイナルカット
- 香港国際警察/NEW POLICE STORY
- ボーン・スプレマシー

2008年
- デイ・オブ・ザ・デッド（サラザール〈ニック・キャノン〉）

2009年
- ロフト.（フィリップ・ウィレムス〈マティアス・スーナールツ〉）

2018年
- バック・トゥ・ザ・フューチャー PART2（スキンヘッド〈J・J・コーエン〉）※BSジャパン版

2022年
- ウエスト・サイド・ストーリー（グラッド・ハンド〈マイク・アイヴソン〉）

#### ドラマ
- ザ・ワン（TV版）
- ワンだー・エディ（少年）

2002年
- ダラス（ラウール）

2004年
- 名探偵モンク3

2005年
- アメリカン・パイ in バンド合宿（ジミー）
- ER緊急救命室 X（ビンセンゾ）
- 笑傲江湖（田伯光、天門）
- 24 -TWENTY FOUR- シーズン4（タリク）

2006年
- ブラザーズ&シスターズ（イーサン）

2009年
- iCarly
- 三国志 国際スタンダード版（姜維）
- セント・エルモス・ファイアー

2010年
- ザ・パシフィック

2011年
- グレイズ・アナトミー7
- 主任警部アラン・バンクス
- 孫子兵法

2012年
- TOUCH/タッチ
- PAN AM/パンナム

2022年
- オビ＝ワン・ケノービ（ナリ〈ベニー・サフディ〉）

#### アニメ
- X-メン:エボリューション（2002年、アイスマン）
- ウィッチ -W.I.T.C.H.-（2006年、ケイレブ）
- スター・ウォーズ/クローン・ウォーズ (テレビアニメ)（2009年、フェラル）
- ガーゴイルズ（2011年、レキシントン、ブレントウッド）
- OK K.O.! めざせヒーロー（2017年、ジェスロ）

### 舞台
- マウスプロモーション 第2回本公演 新版・相続法概説（田崎昭夫）
- マウスプロモーション 俳優修行の場 第3回試演会 オディプスの子ら（クレオン）
- マウスプロモーション 俳優修行の場 第4回試演会 美しきものの伝説（暖村）
- ことだま屋本舗EXステージvol.7「ことだま屋×Z4」『闇狩人⊿』（2019年5月3日、秋月）
- 加藤啓アワー「私、鬼になるね」（2025年7月17日 - 21日〈予定〉）[62]

### CM
- 日産自動車 CLIPPER RIO（2007年、web限定）ナレーター

### その他コンテンツ
- フジテレビ On Demand 妖怪倶楽部（妖怪の声）
- 真・うたわれるもののテーマ（コーラス・合いの手）
- PlayStation®VR チュートリアルビデオ（ナレーション）
- パチスロ『ゼーガペイン2』（2022年、アビス[63]）

### シリーズ一覧
1. ↑  第1期（2010年）、第2期『II』（2011年）
2. ↑  【2011年版『カードファイト!! ヴァンガード』シリーズ】

第1期（2011年）

【2018年版『カードファイト!! ヴァンガード』シリーズ】

中・高校生編（2018年）、新右衛門編（2019年）
3. ↑  第1期（2012年）、第2期『II』（2014年）
4. ↑  第2期『2』（2013年）、第3期『3』（2019年 - 2020年）
5. ↑  第1期（2015年）、第2期『II』（2018年）、第3期『III』（2018年）、第4期『IV』（2022年）
6. ↑  第2期『弐ノ皿』（2016年）、第3期前半『餐ノ皿』（2017年）、第5期『豪ノ皿』（2020年）
7. ↑  第1期（2019年）、第2期『2』（2020年）
8. ↑  第一部（2021年）、第二部（2022年）
9. ↑  第1クール（2023年）、第2クール（2023年）
10. ↑  シーズン1/パート1・2（2019年）、シーズン2/パート1（2023年）